# Спој из снова
Спој из снова (енгл. Materialists) је америчка романтична комедија из 2025. године коју је написала и режирала Селин Сонг. У филму глуме Дакота Џонсон, Крис Еванс и Педро Паскал, а радња прати љубавни троугао смештен у контекст културе упознавања у Њујорку, вођене луксузом.
Пројекат означава други Сонгин филм након Прошлих живота (2023) и наставља њено истраживање интимности, идентитета и модерних веза. Филм, у продукцији Killer Films и 2AM, објављен је у Сједињеним Државама од стране A24 13. јуна 2025. године, а међународну дистрибуцију је остварила компанија Sony Pictures Releasing International. Добио је позитивне критике.

## Радња
Луси, неуспешна глумица која је постала успешна проводаџија, ради у Адореу, фирми са седиштем у Њујорку, и склопила је парове који су резултирали девет бракова. Иако је добровољно у целибату, она тврди да ће излазити само са богатим мушкарцем и на крају се удати за њега. На венчању њеног последњег успешног пара, прилази јој финансијер Хари Кастиљо, младожењин брат, који изражава романтично интересовање. Луси га одбија, предлажући му уместо тога да постане клијент Адоре. На истом догађају, она се неочекивано поново састаје са својим бившим дечком Џоном, који ради као угоститељ и наставља да се бави глумом. Присећа се своје прошле везе, која је прекинута због финансијских проблема.
Хари и даље упорно удвара Луси, водећи је у луксузне ресторане. Она у почетку доводи у питање његово интересовање, верујући да може боље, али он је уверава да поштује њен поглед на свет и цени њено самопоштовање. Њихова веза ускоро постаје званична, а Лусин обновљени оптимизам се претвара у професионални успех, што је наводи да Софи, дугогодишњу клијенткињу, упари са другим клијентом по имену Марк. Она и Хари присуствују Џоновом сценском наступу, где је он приморан да их гледа заједно.
Лусино самопоуздање је пољуљано када Софи пријави да ју је Марк напао. Иако Лусина шефица Вајолет обећава да ће се позабавити правним последицама, Луси се лично извињава Софи, која је оптужује да је без дужне пажње омогућила брак и прекида њихову везу.
Привремено изнајмљујући свој стан због планираног путовања на Исланд са Харијем, Луси схвата да га заиста не воли и прекида везу. Без места за боравак, она се усељава код Џона, и њих двоје путују у северни део државе са новцем који је он зарађивао од своје представе. На венчању којем присуствују заједно, Луси пољуби Џона. Када Џон постави питање да ли ће се поново помирити, Луси изражава несигурност, наводећи своје сукобљене вредности. Џон признаје да ју је одувек волео и да замишља заједничку будућност, док Луси признаје да је њена тежња за богатством некада засенила њихову љубав.
Луси тада добија панични позив од Софи, која јавља да је Марк испред њеног стана и да полиција одбија да интервенише. Луси и Џон јој прискачу у помоћ, и иако Марк бежи, они помажу Софи да поднесе забрану приласка. Пре растанка, Џон упућује искрен апел да обнове њихову везу, а Луси пристаје.
Касније, Вајолет нуди Луси унапређење да води Адорину канцеларију у Њујорку. Луси открива да је намеравала да поднесе оставку, али нерадо пристаје да размотри понуду. Током опуштеног ручка у Сентрал парку, Џон је запросио Луси, која је прихватила просидбу пољупцем. На одјавној шпици се види неколико парова, укључујући Луси и Џона, који добијају венчане дозволе у канцеларији градског службеника.

## Улоге
- Дакота Џонсон као Луси
- Крис Еванс као Џон
- Педро Паскал као Хари Кастиљо
- Зои Винтерс као Софи
- Марин Ајрленд као Вајолет
- Даша Некрасова као Дејзи
- Луиза Џејкобсон као Шарлот
- Сојер Спилберг као Мејсон
- Еди Кејхил као Роберт
- Џозеф Ли као Тревор
- Џон Магаро као Марк П. (глас)
- Бејби Роуз као певач

## Продукција
Филм Спој из снова написала је и режирала Селин Сонг, што је њен други филм након филма Прошли животи (2023). Пројекат је најављен у фебруару 2024. године, а продуценти су Кристин Вашон и Памела Кофлер из Killer Films-а, и Дејвид Хинохоса из 2AM. У време објаве, потврђено је да ће Дакота Џонсон, Крис Еванс и Педро Паскал играти у главној улози. А24 је био ангажован као домаћи дистрибутер филма и међународни продајни агент, доводећи пројекат на европско филмско тржиште ради обезбеђивања финансирања.
Касније тог месеца, Sony Pictures је стекао међународна права на дистрибуцију (искључујући Русију, Кину и Јапан) за осмоцифрену цену.
У мају 2024. године, Зои Винтерс, Даша Некрасова, Луиза Џејкобсон и Марин Ајрленд су најављене као додатне чланице глумачке екипе.
Главно снимање је почело 29. априла 2024. у Њујорку и завршено је 6. јуна 2024. Филм је снимио на 35 мм траци сниматељ из Антигве Шабијер Кирхнер, што је његова друга сарадња са Сонгом након филма Прошли животи.

## Издање
Филм Спој из снова је објављен у биоскопима у Сједињеним Државама од стране А24 13. јуна 2025. године. Sony Pictures Releasing International планира да почне међународну дистрибуцију филма 16. августа 2025. године.

## Рецепција

### Биоскопска благајна
У Сједињеним Државама и Канади, филм је објављен заједно са филмом Како да дресирате свог змаја и очекује се да ће у првом викенду приказивања остварити бруто зараду од 7 до 9 милиона долара у 2.844 биоскопа. Филм је зарадио 5 милиона долара првог дана приказивања, укључујући 1,5 милиона долара од премијера у четвртак увече.

### Критички одговор
На сајту агрегатору рецензија Rotten Tomatoes, 87% од укупно 140 критика је позитивно оцењено. Консенсус критичара на сајту гласи: „Зрела деконструкција уобичајене романтичне комедије, Спој из снова својој тројци неодољивих звезда пружа неке од најзахтевнијих улога до сада, истовремено потврђујући Селин Сонг као савремену мајсторку драме о односима.“
Сајт Metacritic, који користи пондерисани просек, доделио је филму оцену 70 од 100 на основу 38 рецензија, што указује на „углавном повољне“ критике.
Кристи Лемир са сајта RogerEbert.com описала је филм као „јасан, чак и када се чини да срећан крај живота ипак изгледа могућ“, хвалећи глумачке глуме и дубину ликова. У часопису Variety, Овен Глајберман је написао да филм нуди „оштру и озбиљну друштвену романтичну драму“ и похвалио је његова „изучавајућа запажања о начину на који сада живимо“.
Морен Ли Ленкер из часописа Entertainment Weekly назвала је филм „лукавом, али шармантном романсом“, упоређујући дело Селин Сонг са делом Џејн Остин у погледу културне духовитости и романтичних нијанси. The New York Times је похвалио Сонгино континуирано интересовање за време, емоције и идентитет, назвавши филм „формално инвентивним, емоционално радозналим и потпуно одраслим“.
Los Angeles Times је описао филм као „блиставу романтичну комедију“ која успешно спаја гламур и интроспекцију. Vanity Fair је написао да снага филма лежи у његовој „тематској смелости“, где је Њујорк представљен као и стваран и романтизован градски пејзаж.
Common Sense Media је похвалио промишљено приповедање и погодност за зреле тинејџере и одрасле, истичући емоционални реализам и теме зрелих односа. People су филм називали „неухватљивим, али не и недокучивим“, додајући да је „деликатно разигран, ретко сентименталан“.
The New Yorker је ценио живописност дијалога, али је приметио да друга половина филма губи замах због емоционално неразвијене споредне радње. The A.V. Club је дао подељену пресуду, при чему је један критичар похвалио његову паметну мешавину старе школе и модерне романсе, док је други сматрао да му недостаје интимности у поређењу са Сонговим ранијим филмом Прошли животи.
Ајша Харис из NPR-а је приметила да, иако филм Спој из снова има „тренутке увида“, повремено је „поништен сопственом амбицијом“, посебно у жонглирању коментара и романсе. Screen Rant је приметио да темпо филма може деловати лутаво неким гледаоцима и да његове друштвене критике повремено засенују емоционално улагање.